# Esteban Areta
Esteban Areta Vélez, aussi connu comme Areta II (14 avril 1933 – 9 juillet 2007), est un footballeur international espagnol. Il devient ensuite entraîneur.

## Biographie
Au cours de sa carrière, Esteban Areta joue au Betis, FC Barcelone, Oviedo, Valence CF et Osasuna. Areta est membre d'une importante dynastie de footballeur : son père est gardien de but avec Osasuna et ses trois frères sont footballeurs. L'aîné, Serafín Areta, joue avec l'Athletic Bilbao pendant huit ans. José Luis Areta, le troisième frère, joue avec Séville FC pendant cinq ans entre 1961 et 1966. Le cadet, Jesús María Areta joue en deuxième division avec Osasuna, Mestalla et le Valence CF. 
Esteban Areta commence à jouer à l'école (Colegio de los Hermanos Maristas de Pampelune). À l'âge de 15 ans, il joue avec Luchana en 2.ª Regional, il joue ensuite avec Oberana en 1.ª Regional, puis avec Osasuna en tant qu'amateur. Il débute avec les professionnels au Real Oviedo en 1951 en deuxième division parvenant à obtenir la promotion en première division. Il joue trois saisons avec Oviedo. 
Areta arrive au FC Barcelone en 1954. En 1955, il marque le premier but de l'histoire du Barça en compétition européenne contre la sélection de Copenhague en Coupe des villes de foire, même s'il faut rappeler que Josep Seguer est aussi considéré comme l'auteur du premier but en raison du but marqué en demi-finale de la Coupe Latine le 26 juin 1949 face au Stade de Reims.
Lors de la saison 1956-1957, il joue avec le Valence CF. En été 1957, il est recruté par le Betis qui joue alors en deuxième division. Dès sa première saison au club, le Betis remonte en première division. Il reste au Betis entre 1957 et 1964. Avec le Betis, Areta joue de plus en plus en arrière. Arrivé au club comme attaquant, il finit par jouer au poste d'arrière latéral gauche. C'est à ce poste qu'il joue son seul match avec l'équipe d'Espagne contre l'Argentine en 1961. Il joue une saison au Cadix CF et met un terme à sa carrière de joueur en 1965.
En tant qu'entraîneur, Esteban Areta est responsable des équipes de jeunes du Betis. Il est aussi l'assistant de l'entraîneur Rafael Iriondo. Areta entraîne le Betis de façon intérimaire en 1969 et 1972.